# Lycée Dupuy-de-Lôme
Le lycée Dupuy-de-Lôme est un établissement français d'enseignement secondaire et supérieur, situé au 4, rue Jean Le Coutaller à Lorient. C'est le plus ancien établissement secondaire de Lorient. Institution municipale en 1822, collège municipal en 1823, il ouvre en 1824 une classe préparatoire au concours d'entrée au Collège royal de la Marine. Il va dès lors former un grand nombre de futurs amiraux et vice-amiraux. Collège royal en 1833, collège d'Aumale en 1842, lycée impérial en 1863, lycée de Lorient en 1870, il prend son nom actuel en 1922.  
Il accueille à la rentrée 2020 près de 2 000 élèves, dont un tiers suivent une filière post-bac (classes préparatoires, BTS et DCG).

## Historique

### XIXesiècle
Au début du XIXe siècle, Lorient ne possède pas d'établissement secondaire. La création des lycées en France date de la loi du 2 floréal an X (1er mai 1802). Cette loi prévoit un lycée par arrondissement de cour d'appel. Le 9 septembre 1822, le maire de Lorient, Casimir Eugène Audren de Kerdrel, décide d'ouvrir dans les locaux de la mairie une institution où l’on enseigne les langues anciennes, les mathématiques, le français, la langue anglaise, le dessin, l'écriture, la tenue des livres. La direction de l'établissement est confiée à Louis-Antoine Dufilhol. Reçu troisième à Polytechnique, bachelier ès sciences et licencié ès lettres, il a enseigné les mathématiques au collège royal de Rouen pendant sept ans, puis a obtenu la qualité de docteur en médecine en 1820 à la faculté de Paris.
Le 24 décembre 1823, l'institution de Lorient est transformée en collège, dont Dufilhol est le principal. Le 25 août 1824, le collège occupe des locaux construits entre les rues Petite Porte, de Tourville et Concorde. Cette année-là, est créée une classe préparatoire au concours d'entrée au Collège royal de la Marine (la future École navale), à Angoulême.
Le collège de Lorient compte 197 élèves à la rentrée de 1826, et 200 en 1827. Louis Dufihol quitte « son » collège en 1830. Il devient proviseur à Nantes, puis à Rennes, recteur d'académie en Corse, puis à Rennes en 1839.

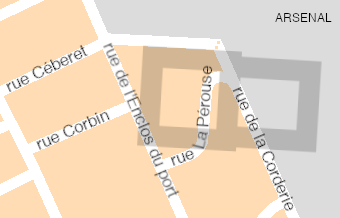
Emplacement de l'ancien lycée, à l'est de la ville.

Des préparations à l'École navale et à l'École de Saint-Cyr sont ouvertes en 1831. En 1833, le collège municipal de Lorient devient collège royal. Il compte 242 élèves en 1834 et 293 en 1839. En 1842, il prend le nom de collège d'Aumale. Changement évoqué depuis 1852, il devient lycée impérial le 2 mai 1863. En 1868, l’établissement comprend un lycée classique, une école préparatoire aux écoles de l'État, des cours d'enseignement secondaire spécial (enseignement industriel et commercial), une classe primaire préparatoire pour les enfants de 5 à 10 ans. En 1870, il devient lycée de Lorient.
Le 17 juillet 1899, une délibération du conseil municipal de Lorient émet le vœu que le lycée prenne la dénomination de lycée Dupuy-de-Lôme, en hommage à l’un de ses anciens élèves, Henri Dupuy de Lôme (1816-1885), fameux ingénieur militaire du génie maritime et homme politique. Le 24 octobre 1899, le ministre de l'Instruction publique (gouvernement Waldeck-Rousseau) y oppose un avis défavorable, compte tenu que Dupuy de Lôme en tant que député a siégé avec le groupe bonapartiste et toujours voté contre les ministres républicains.

### XXesiècle

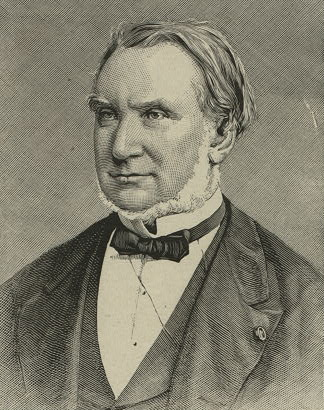
Henri Dupuy de Lôme.

Le 20 novembre 1916, le conseil municipal, quelques jours après le centenaire de la naissance de Dupuy de Lôme, émet le même vœu qu'en 1899. Par décret du 21 juillet 1922, « le lycée de garçons de Lorient prend le nom de Dupuy-de-Lôme ». Entre 1850 et 1925, « les trois quarts » des amiraux et vice-amiraux français sont d'anciens élèves de l'établissement. 
Lors de la Première Guerre mondiale, 144 élèves et professeurs de l'établissement meurent au combat ou sont portés disparus.
En janvier et février 1943, la ville de Lorient est rasée par les bombardements alliés. Le lycée est délocalisé, en même temps que le collège de jeunes filles, à l'hôtel de La Pomme d'or, à Guémené-sur-Scorff, à 40 km de là. L'établissement devient donc le premier lycée mixte de France, mais un lycée qui n'a plus ni matériel ni fournitures ni manuels. Cette situation de précarité crée un fort sentiment de solidarité entre élèves, et aussi entre élèves et enseignants. En 1945, garçons et filles reviennent à Lorient. Ils ont pour locaux scolaires des baraques de bois qu'ils croient provisoires. Ce n'est qu'en 1954 que les premiers bâtiments du lycée actuel s'élèvent, sur un terrain de neuf hectares, en plein centre ville.
En 1956, Dupuy-de-Lôme est sans doute le premier lycée de France à songer à un rapprochement entre élèves allemands et français. Les deux initiateurs en sont le professeur Jules Potier et le docteur Joachim Schwalbe, du Gymnasium Aue de Wuppertal (devenu le Carl-Fuhlrott-Gymnasium (de)). Les deux hommes, qui se sont connus dans un camp de prisonniers, échangent leurs postes durant le premier trimestre de l'année 1957-1958. Des élèves allemands viennent à Lorient au troisième trimestre. L'échange perdure, et fête son cinquantenaire en 2007.
En 2004, cinq bâtiments du lycée sont détruits pour être reconstruits selon les normes applicables aux établissements scolaires. Le lycée accueille à la rentrée 2014 près de 2 000 élèves, dont un tiers suivent une filière post-bac : brevet de technicien supérieur (BTS), diplôme de comptabilité et de gestion (DCG), classe préparatoire aux grandes écoles (CPGÉ).

## Classement du lycée
En 2015, le lycée se classe 18e sur 21 au niveau départemental quant à la qualité d'enseignement, et 1410e au niveau national. Le classement s'établit sur trois critères : le taux de réussite au bac, la proportion d'élèves de première qui obtient le baccalauréat en ayant fait les deux dernières années de leur scolarité dans l'établissement, et la valeur ajoutée (calculée à partir de l'origine sociale des élèves, de leur âge et de leurs résultats au diplôme national du brevet).

## Enseignement

### Secondaire

#### Classe de seconde
En plus de l'enseignement commun, la classe de seconde propose (sans que le choix de ces enseignements conditionne une pré-orientation pour la classe de première) :
- deux enseignements d'exploration obligatoires :
  - un enseignement d'économie obligatoire : connaissance du monde économique, social et de l'entreprise,
  - un enseignement au choix :
    - méthodes et pratiques scientifiques,
    - littérature et société,
    - LV 3 : italien, russe ou chinois,
    - latin ou grec ancien,
    - arts visuels,
    - informatique et création numérique ;
- une option facultative :
  - LV 3 : italien, russe ou chinois,
  - latin,
  - grec ancien,
  - section européenne anglais,
  - arts visuels[20].

#### Baccalauréat
Le lycée Dupuy-de-Lôme prépare aux baccalauréats :
- Baccalauréat général
- Sciences et technologies du management et de la gestion (STMG), spécialités Gestion et finance, Mercatique, Ressources humaines et communication et Systèmes d'information de gestion[21].

#### Enseignements spécifiques
Le lycée offre un enseignement d'exploration, « Méthodes et pratiques scientifiques » — voie possible vers un bac ES –, avec deux possibilités de travail :
- travail pluridisciplinaire associant des professeurs de mathématiques, SVT et sciences physiques ;
- travail en physique et chimie.

Dupuy-de-Lôme offre en terminale  une option permettant de se préparer aux concours des instituts d'études politiques (IEP).
Enfin, des sections sportives permettent de mener de front études et pratique sportive : karaté, voile ou planche à voile.

#### Langues
- Section européenne anglais
- LV1 : allemand et anglais[21]
- LV2 : allemand, anglais, chinois, espagnol et italien[21]
- LV3 : chinois, italien et russe[21]

### Classes préparatoires aux grandes écoles
Les classes préparatoires aux grandes écoles sont des formations du premier cycle de l'enseignement supérieur implantées dans les lycées.

#### Classes préparatoires scientifiques
Plusieurs classes préparatoires existent :
- Deux classes de première année (dites de Mathématiques Supérieures ou Math Sup) : MPSI et PCSI.
- Trois classes de deuxième année (Mathématiques Spéciales ou Math Spé) : MP, PC et PSI.

#### Classes préparatoires économiques et commerciales
Deux classes préparatoires (EC) existent, avec option scientifique (ECS) :
- Une classe de première année : ECS1
- Une classe de deuxième année : ECS2

#### Classement des classes préparatoires
Le classement national des classes préparatoires aux grandes écoles (CPGE) se fait en fonction du taux d'admission des élèves dans les grandes écoles. 
En 2015, L'Étudiant donnait le classement suivant pour les concours de 2014 :
| Filière | Élèves admis dans une grande école* | Taux d'admission* | Taux moyen sur 5 ans | Classement national | Évolution sur un an |
| --- | ----------------------------------- | ----------------- | -------------------- | ------------------- | ------------------- |
| ECS | 0 / 22 élèves                       | 0 %               | 0 %                  | 95eex-æquo sur 95   | =                   |
| MP / MP* | 1 / 26 élèves                       | 4 %               | 2 %                  | 50e sur 114         | 64                  |
| PC / PC* | 1 / 24 élèves                       | 4 %               | 2 %                  | 43eex-æquo sur 110  | 7                   |
| PSI / PSI* | 2 / 28 élèves                       | 7 %               | 2 %                  | 52eex-æquo sur 120  | 68                  |
| Source : Classement 2015 des prépas - L'Étudiant (Concours de 2014). * le taux d'admission dépend des grandes écoles retenues par l'étude. Par exemple, en filières ECE et ECS, ce sont HEC, ESSEC, et l'ESCP qui ont été retenues; en filières scientifiques, c'est un panier de 11 à 17 écoles d'ingénieurs qui a été retenu selon la filière (MP, PC, PSI, PT ou BCPST). |                                     |                   |                      |                     |                     |

### BTS et DCG
Formations assurées :
- Brevet de technicien supérieur - Assurance
- Brevet de technicien supérieur - Assistant de manager
- Brevet de technicien supérieur - Comptabilité et gestion
- Diplôme de comptabilité et de gestion : diplôme d'État de niveau licence menant à l'expertise Comptable

## Personnalités liées

### Enseignants

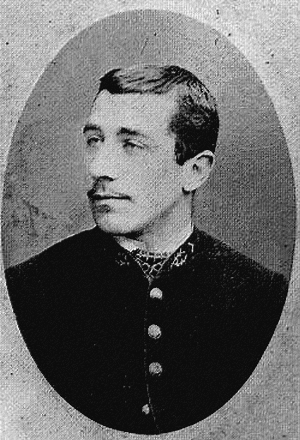
Alain, vers 1890. Professeur de philosophie.
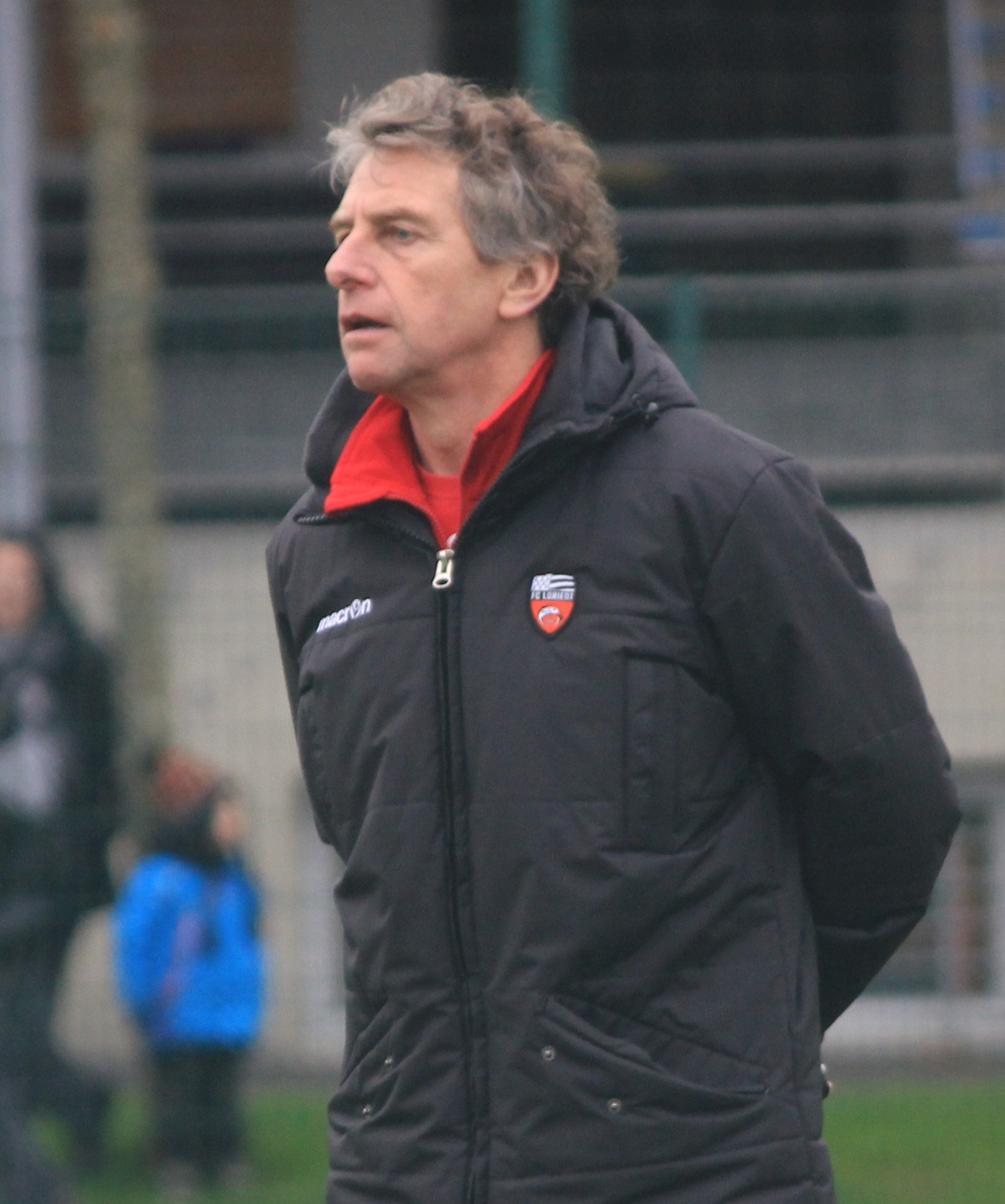
Christian Gourcuff, en 2013, alors entraîneur du FCL. Professeur de mathématiques.

- Louis-Antoine Dufilhol (1791-1864), premier principal du collège.
- Jules Noël (1810-1881, peintre. Professeur de dessin au collège royal de 1835 à 1838.
- Auguste  Nayel (1845-1909), sculpteur. Nommé en 1882 professeur de dessin au lycée de Lorient.
- Georges Desdevises Du Dézert, dit Jean Lalouette (1854-1942), historien, romancier, poète, critique littéraire. En 1878, il est chargé de cours d'histoire au lycée de Lorient[29].
- Léon Brunschvicg (1869-1944), philosophe. Enseigne la philosophie au lycée de Lorient de 1891 à 1893[30].
- Émile Chartier, dit Alain (1868-1951), philosophe, journaliste, professeur. Enseigne la philosophie au lycée de Lorient de 1893 à 1900[31].
- Charles Maurain (1871-1967), géophysicien. Professeur de physique au lycée de Lorient de 1897 à 1899. Son épouse, Sévrienne, y enseigne les mathématiques[32].
- Édouard Labes (1881-1959), maire de Lorient. Professeur de lettres au lycée de Lorient[33].
- Louis L'Hévéder (1899-1946), homme politique. Professeur de mathématiques au lycée[34].
- Paul Ricœur (1913-2005), philosophe. Enseigne la philosophie à Dupuy-de-Lôme de 1937 à 1939[35].
- Jean-Yves Couliou (1916-1995), peintre. Professeur de dessin au lycée Dupuy-de-Lôme[36].
- Christian Gourcuff (né en 1955), entraîneur du FC Lorient, puis de l'équipe d'Algérie de football. Professeur de mathématiques à Dupuy-de-Lôme dans les années 1980[37].

### Élèves
- Louis Henri de Gueydon (1809-1886), vice-amiral, gouverneur général de l'Algérie.
- Eugène Louis Hugues Méquet, (1812-1887), vice-amiral.
- Alexandre Marie du Crest de Villeneuve (1813-1892), contre-amiral.
- Jules Simon (1814-1896), philosophe et homme d'État[38].
- Louis Jules Trochu (1815-1896), général de division et homme politique.
- Joseph Arthur de Gobineau (1816-1882), diplomate, écrivain. Auteur de l'Essai sur l'inégalité des races humaines, des Nouvelles asiatiques (« le chef-d'œuvre de la littérature exotique française[39] ») et du roman Les Pléiades. Il entre au collège royal en 1833[40]. Il est renvoyé pour insolence grave[39] en décembre 1834.
- Henri Dupuy de Lôme (1816-1885), ingénieur militaire du génie maritime et homme politique.

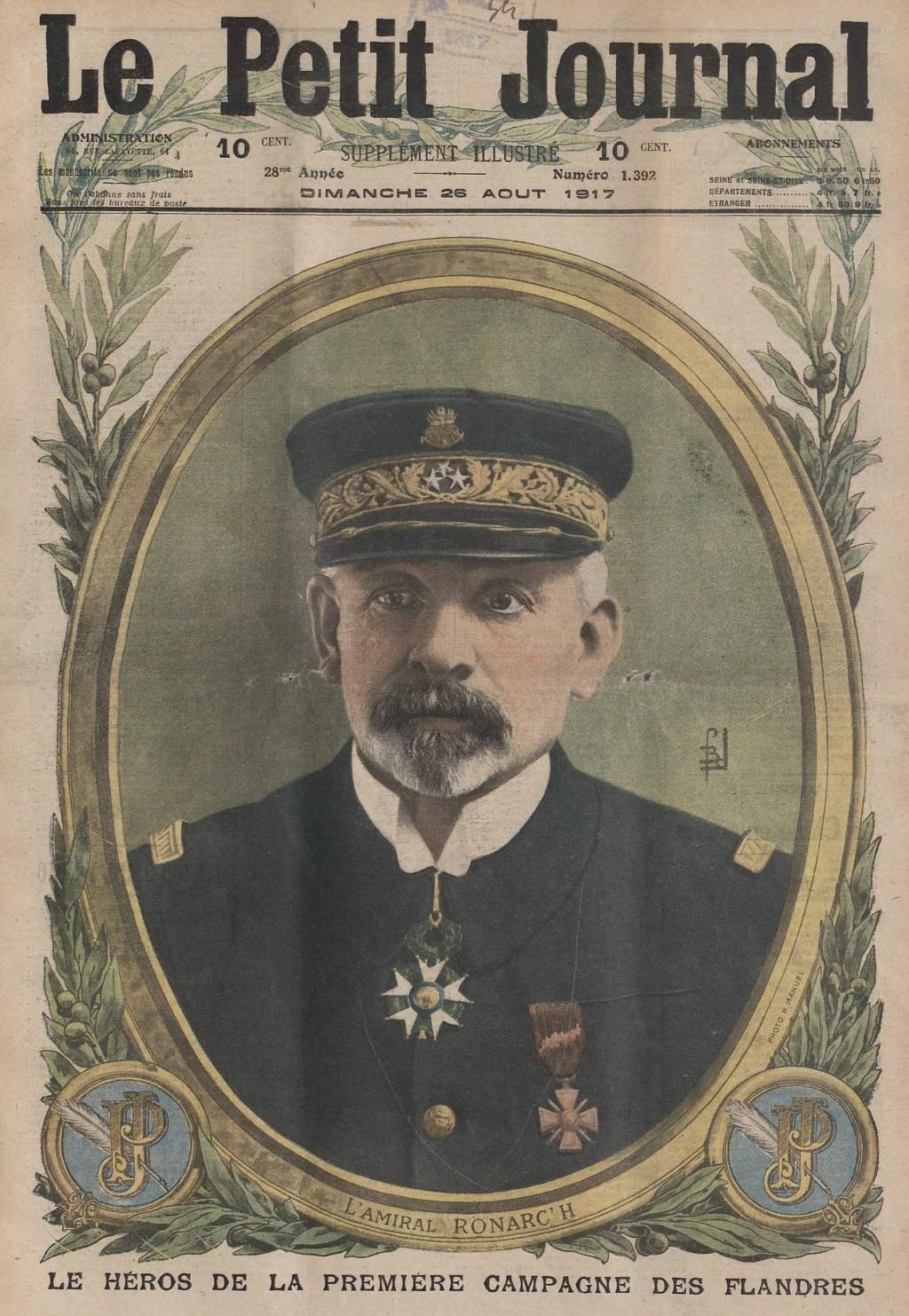
Pierre Alexis Ronarc'h, en 1917.

- Alphonse de Neuville (1836-1885), peintre, illustrateur.
- Pierre-Paul Guieysse, dit Paul Guieysse (1841-1914), polytechnicien, ingénieur hydrographe de la Marine, spécialiste d'égyptologie, cofondateur de La Dépêche de Lorient, homme politique.
- Élodie La Villette (1848-1917), peintre. Tout comme sa sœur Caroline Espinet (1844-1912), elle est élève d'Ernest Corroller (1822-1893), professeur de peinture du lycée[41].
- Fernand de Langle de Cary, (1849-1927), général d'armée.
- Ferdinand Brunetière (1849-1906), historien de la littérature.
- Albert d'Amade (1856-1941), général de division.
- Pierre Alexis Ronarc'h (1865-1940), vice-amiral, héros de Dixmude avec sa brigade de fusiliers marins.
- Louis Fatou (1867-1957), vice-amiral.
- Paul Joalland, (1870-1940), général de brigade, conquérant du Kanem.
- Jean-Bertrand Pégot-Ogier, ou Jean Pégot (1877-1915), peintre, graveur, illustrateur, photographe, écrivain, coureur cycliste[42].
- Pierre Fatou (1878-1929), mathématicien et astronome[43].
- René Lote (1883-1944), professeur d'université, historien, romancier.
- Yves Le Prieur (1885-1963), officier de marine, inventeur. Pionnier dans les domaines de l'armement aéronaval, de l'aviation, de la plongée sous-marine et du cinéma[44].
- Jacques Prado (1889-1928), ingénieur de l'aéronautique, astronome, pilote d'aviation, poète.
- Alphonse Tanguy (1896-1943), ingénieur des Arts et Métiers, résistant.
- Joseph Le Brix (1899-1931), lieutenant de vaisseau, pilote de l'aviation maritime, pionnier des vols long-courrier. En 1927, avec Dieudonné Costes, il réussit la première traversée de l'Atlantique sud sans escale[45].
- Albert Bignon (1910-1977), avocat, résistant et homme politique.
- Roger Périer (1924-2015), général de corps d'armée.
- Pierre Quidu, (1926-2014), peintre[46].
- Pierre Quinio (1927-1980), maire de Quéven.
- Jean-Marie Le Pen (1928-2025), homme politique[1].
- Nicole Le Douarin (née en 1930), chercheuse en biologie du développement et en embryologie[1].
- Michel Lucas (1939-2018), dirigeant du Crédit mutuel[47].
- Aimé Kergueris (né en 1940), homme politique.
- André Stanguennec (né en 1941), philosophe[36].
- Alain Le Goff (né en 1942), conteur[1].
- Lucien Gourong (né en 1943), conteur, écrivain[1].
- Alain Le Quernec (né en 1944), affichiste.
- Joël Auvin, alias Nono (né en 1949), dessinateur[1].
- Irène Frain (née en 1950), romancière.
- Pierre-Ange Le Pogam (né en 1954), producteur et acteur de cinéma.
- Michel Grall (né en 1961), homme politique.
- Jésus Alonso (né en 1967), dessinateur de bandes dessinées

### Sources et bibliographie
- Alain (Émile Chartier), « L'accord pour la vie », Le Nouvelliste du Morbihan, 4 août 1895. Discours de distribution des prix au lycée de Lorient en 1895.
- Victor Le Roch (préf. M. Hervé, proviseur du lycée Dupuy-de-Lôme, 1990), Les platanes du vieux bahut : Histoire du lycée de Lorient de 1822 à 1939, Université du temps libre du pays de Lorient, coll. « Les cahiers du Faouëdic / n° 11 », septembre 1999 (1re éd. décembre 1990, réédition modifiée du cahier n° 1), 126 p. (ISSN 1168-0156)
- Robert Le Roy, Le lycée Dupuy-de-Lôme pendant la guerre 1939-1945, Université du temps libre du pays de Lorient, coll. « Les cahiers du Faouëdic / n° 12 », septembre 1999, 98 p. (ISSN 1168-0156)
- André Daniel, Jean Tréhin, La Pomme d'or : le collège de filles de Lorient et le lycée Dupuy-de-Lôme à Guémené-sur-Scorff, janvier 1943-juillet 1945, Spézet, Keltia Graphic, 2001.
- Maïwenn Raynaudon-Kerzerho, « Lorient : Ils nous racontent leurs années lycée », Bretons, no 91,‎ octobre 2013, p. 44-50 (ISSN 1775-8246)
- Philippe Nineven, Lycée Dupuy-de-Lôme : histoire et témoignages de 1822 à 1970, Lorient, Association des anciens du lycée Dupuy-de-Lôme et du collège de jeunes filles de Lorient, 2015.